# Новодеревеньковский район
Новодереве́ньковский райо́н — административно-территориальная единица (район) и муниципальное образование (муниципальный район) в Орловской области России.
Административный центр — посёлок городского типа Хомутово.

## География
Район расположен в северо-восточной части Орловской области, граничит с Тульской и Липецкой областями. Площадь 1024,9 км². Основные реки — Любовша, Гоголь.
Время
Новодеревеньковский район, как и вся Орловская область, находится в часовой зоне МСК (московское время). Смещение применяемого времени относительно UTC составляет +3:00.

### Климат
Климат района умеренно-континентальный (в классификации Кёппена — Dfb). Удалённость от моря и  взаимодействующие между собой северо-западные океанические и восточные континентальные массы воздуха определяют характер погоды. Зима умеренно прохладная. Периодически похолодания меняются оттепелями. Лето неустойчивое, со сменяющимися периодами сильной жары и прохлады. Среднегодовая температура воздуха составляет +5 °C — +6 °C.
Атмосферные осадки выпадают в умеренном количестве, по месяцам распределяются неравномерно — наибольшее их количество выпадает в летнее время.

## История
Район образован 18 января 1935 года в составе Курской области. 

27 сентября 1937 года район вошёл в состав вновь образованной Орловской области. 

15 марта 1956 года в состав района передана территория упразднённого Судбищенского района. 

В феврале 1963 года район преобразован в Новодеревеньковский сельский район с включением в него территорий упразднённых Краснозоренского, Верховского и Русско-Бродского районов. 

12 января 1965 года восстановлен Верховский район с территорией бывшего Русско-Бродского района. 

23 августа 1985 года из состава Новодеревеньковского района выделена территория восстановленного Краснозоренского района.

## Население
| 1959    | 1970    | 1979    | 1989    | 2002    | 2009    | 2010    | 2012    | 2013    |
| ------- | ------- | ------- | ------- | ------- | ------- | ------- | ------- | ------- |
| 25 892  | ↗38 223 | ↘28 622 | ↘14 672 | ↘13 486 | ↘12 698 | ↘10 704 | ↘10 520 | ↘10 371 |
| 2014    | 2015    | 2016    | 2017    | 2018    | 2019    | 2020    | 2021    | 2023    |
| ↘10 147 | ↘9911   | ↘9629   | ↘9528   | ↘9399   | ↘9225   | ↘9141   | ↗9285   | ↘9076   |

### Урбанизация
В городских условиях (пгт Хомутово) проживают 42,68 % населения района.

### Национальный состав
По итогам переписи населения 2020 года проживали следующие национальности (национальности менее 0,1 % и другое, см. в сноске к строке «Другие»):
| Национальность   | Численность, чел. | Доля     |
| ---------------- | ----------------- | -------- |
| Русские          | 8548              | 92,06 %  |
| Украинцы         | 73                | 0,79 %   |
| Чеченцы          | 72                | 0,78 %   |
| Турки-месхетинцы | 51                | 0,55 %   |
| Таджики          | 50                | 0,54 %   |
| Армяне           | 37                | 0,40 %   |
| Узбеки           | 29                | 0,31 %   |
| Грузины          | 29                | 0,31 %   |
| Агулы            | 25                | 0,27 %   |
| Лезгины          | 24                | 0,26 %   |
| Татары           | 22                | 0,24 %   |
| Азербайджанцы    | 20                | 0,22 %   |
| Белорусы         | 13                | 0,14 %   |
| Другие           | 292               | 3,13 %   |
| Итого            | 9285              | 100,00 % |

Конфессиональный состав
Большинство населения считает себя православными. Есть также мусульмане.

## Административно-муниципальное устройство
Новодеревеньковский район в рамках административно-территориального устройства включает 7 сельсоветов и 1 посёлок городского типа.
В рамках организации местного самоуправления на территории района созданы 7 муниципальных образований, в том числе 1 городское и 7 сельских поселений:
| № | Муниципальное образование              | Административный центр | Количество населённых пунктов | Население (чел.) | Площадь (км²) |
| - | -------------------------------------- | ---------------------- | ----------------------------- | ---------------- | ------------- |
| 1 | Городское поселение Хомутово           | пгт Хомутово           | 1                             | ↘3874            | 7,8           |
| 2 | Глебовское сельское поселение          | село Глебово           | 6                             | ↘478             | 131,01        |
| 3 | Никитинское сельское поселение         | посёлок Михайловка     | 24                            | ↘993             | 187,54        |
| 4 | Новодеревеньковское сельское поселение | пгт Хомутово           | 11                            | ↘760             | 133,24        |
| 5 | Паньковское сельское поселение         | село Паньково          | 3                             | ↘541             | 101,18        |
| 6 | Старогольское сельское поселение       | село Старогольское     | 13                            | ↘713             | 157,46        |
| 7 | Судбищенское сельское поселение        | село Судбище           | 15                            | ↘714             | 161,58        |
| 8 | Суровское сельское поселение           | деревня Кулеши         | 13                            | ↘1003            | 145,09        |

## Населённые пункты
В Новодеревеньковском районе 86 населённых пунктов.
| №  | Населённый пункт   | Тип     | Население | Муниципальное образование              |
| -- | ------------------ | ------- | --------- | -------------------------------------- |
| 1  | Агибалово          | деревня | 0         | Судбищенское сельское поселение        |
| 2  | Агибалово          | деревня | ↘0        | Суровское сельское поселение           |
| 3  | Арапетовка         | деревня | ↘0        | Никитинское сельское поселение         |
| 4  | Бездонное          | деревня | ↘0        | Суровское сельское поселение           |
| 5  | Благодать          | деревня | ↘236      | Старогольское сельское поселение       |
| 6  | Бобрик             | деревня | ↘9        | Никитинское сельское поселение         |
| 7  | Большая Мамоновка  | деревня | 0         | Никитинское сельское поселение         |
| 8  | Ботвиновский       | посёлок | 0         | Новодеревеньковское сельское поселение |
| 9  | Быковка            | деревня | 1         | Глебовское сельское поселение          |
| 10 | Васильевка         | деревня | 19        | Судбищенское сельское поселение        |
| 11 | Ветчинкино         | деревня | ↘11       | Новодеревеньковское сельское поселение |
| 12 | Воздвиженка        | деревня | ↘0        | Суровское сельское поселение           |
| 13 | Глебово            | село    | ↘71       | Глебовское сельское поселение          |
| 14 | Гоголь             | деревня | ↘28       | Старогольское сельское поселение       |
| 15 | Голяевка           | деревня | ↘0        | Судбищенское сельское поселение        |
| 16 | Гордоново          | деревня | 50        | Старогольское сельское поселение       |
| 17 | Горки              | деревня | 5         | Никитинское сельское поселение         |
| 18 | Дарище             | село    | 39        | Глебовское сельское поселение          |
| 19 | Дементьевка        | деревня | ↘173      | Судбищенское сельское поселение        |
| 20 | Долы               | деревня | ↘10       | Суровское сельское поселение           |
| 21 | Домны              | деревня | ↘40       | Судбищенское сельское поселение        |
| 22 | Дубровка           | деревня | ↘166      | Судбищенское сельское поселение        |
| 23 | Дубы               | посёлок | ↘366      | Никитинское сельское поселение         |
| 24 | Дьячковский        | посёлок | 80        | Новодеревеньковское сельское поселение |
| 25 | Евлань             | деревня | 7         | Старогольское сельское поселение       |
| 26 | Елагино            | деревня | ↘1        | Никитинское сельское поселение         |
| 27 | Ефимовка           | деревня | ↘0        | Новодеревеньковское сельское поселение |
| 28 | Залесное           | село    | 43        | Судбищенское сельское поселение        |
| 29 | Затишье            | деревня | 1         | Паньковское сельское поселение         |
| 30 | Казинка            | деревня | ↘48       | Суровское сельское поселение           |
| 31 | Карнади            | деревня | ↘79       | Суровское сельское поселение           |
| 32 | Козловка           | деревня | 49        | Никитинское сельское поселение         |
| 33 | Козловка           | посёлок | 0         | Никитинское сельское поселение         |
| 34 | Кологривово        | село    | ↘152      | Глебовское сельское поселение          |
| 35 | Корсеевка          | деревня | ↘15       | Суровское сельское поселение           |
| 36 | Косарево           | село    | ↘235      | Новодеревеньковское сельское поселение |
| 37 | Котовка            | деревня | ↘0        | Судбищенское сельское поселение        |
| 38 | Красная Дубрава    | деревня | 7         | Никитинское сельское поселение         |
| 39 | Красная Нива       | деревня | 0         | Судбищенское сельское поселение        |
| 40 | Красная Поляна     | деревня | 0         | Глебовское сельское поселение          |
| 41 | Красное Озеро      | деревня | 37        | Паньковское сельское поселение         |
| 42 | Красный Октябрь    | село    | ↘300      | Глебовское сельское поселение          |
| 43 | Крутиловка         | деревня | ↘0        | Суровское сельское поселение           |
| 44 | Кулеши             | деревня | ↘250      | Суровское сельское поселение           |
| 45 | Курдяевка          | деревня |           | Суровское сельское поселение           |
| 46 | Лазавка            | село    | ↘264      | Никитинское сельское поселение         |
| 47 | Логовая            | деревня | ↘109      | Новодеревеньковское сельское поселение |
| 48 | Малая Мамоновка    | деревня | 0         | Никитинское сельское поселение         |
| 49 | Михайловка         | посёлок | ↘376      | Никитинское сельское поселение         |
| 50 | Михайловка         | деревня | 0         | Старогольское сельское поселение       |
| 51 | Моховое            | село    | ↘258      | Суровское сельское поселение           |
| 52 | Муравьёвка         | деревня | ↘98       | Никитинское сельское поселение         |
| 53 | Муромцево          | деревня | 0         | Никитинское сельское поселение         |
| 54 | Никитино           | деревня | ↘4        | Никитинское сельское поселение         |
| 55 | Никольское         | деревня | ↘271      | Новодеревеньковское сельское поселение |
| 56 | Новая Заря         | село    | ↘197      | Новодеревеньковское сельское поселение |
| 57 | Новолутовиново     | деревня | 36        | Судбищенское сельское поселение        |
| 58 | Обновлённая Земля  | деревня | 1         | Новодеревеньковское сельское поселение |
| 59 | Паньково           | село    | ↘567      | Паньковское сельское поселение         |
| 60 | Пасынки            | деревня | ↘205      | Старогольское сельское поселение       |
| 61 | Платава            | деревня | 0         | Судбищенское сельское поселение        |
| 62 | Плоское            | деревня | 0         | Новодеревеньковское сельское поселение |
| 63 | Плоское            | деревня | ↘1        | Судбищенское сельское поселение        |
| 64 | Подвысокое         | деревня | ↘41       | Никитинское сельское поселение         |
| 65 | Понизовка          | деревня | 0         | Никитинское сельское поселение         |
| 66 | Потаповка          | деревня | 29        | Никитинское сельское поселение         |
| 67 | Пьявочное          | деревня | ↘0        | Новодеревеньковское сельское поселение |
| 68 | Раевка             | деревня | ↘4        | Никитинское сельское поселение         |
| 69 | Рогачёвка          | деревня | 25        | Судбищенское сельское поселение        |
| 70 | Ртищево            | деревня | 8         | Старогольское сельское поселение       |
| 71 | Сергеевка          | деревня | ↘18       | Старогольское сельское поселение       |
| 72 | Серговка           | деревня | 5         | Никитинское сельское поселение         |
| 73 | Серебряный Колодец | деревня | 20        | Старогольское сельское поселение       |
| 74 | Смоленское         | деревня | 39        | Старогольское сельское поселение       |
| 75 | Спешневка          | деревня | ↘0        | Никитинское сельское поселение         |
| 76 | Старая Барановка   | деревня | 11        | Никитинское сельское поселение         |
| 77 | Старогольское      | село    | ↗238      | Старогольское сельское поселение       |
| 78 | Судбище            | село    | ↘380      | Судбищенское сельское поселение        |
| 79 | Суры               | деревня | ↘182      | Суровское сельское поселение           |
| 80 | Удерёвка           | деревня | 0         | Судбищенское сельское поселение        |
| 81 | Фроловка           | деревня | ↘77       | Никитинское сельское поселение         |
| 82 | Хомутово           | пгт     | ↘3874     | городское поселение Хомутово           |
| 83 | Чигириновка        | деревня | ↘0        | Никитинское сельское поселение         |
| 84 | Шатилово           | посёлок | ↘437      | Суровское сельское поселение           |
| 85 | Юрьев Лес          | деревня | 1         | Старогольское сельское поселение       |
| 86 | Юрьевка            | деревня | ↘36       | Старогольское сельское поселение       |

Новые населённые пункты
В 2014 году на территории Суровского сельского поселения образован новый населённый пункт — деревня Курдяевка.

## Достопримечательности
Во время правление Ивана Грозного на территории современного Новодеревеньковского района около села Судбищи произошла значительная битва, в которой небольшому заградительному отряду удалось сдержать приличное татарское войско во главе с Девлет Гиреем, который шёл на Москву. Иван Грозный не мог в то время выставить против хана равные силы, так как ещё не прибыл из под стен Казани, которая была присоединена к Руси. Героически сражаясь русские ратники смогли выстоять, а когда весть о возвращении царя достигла тех мест, хану ничего не оставалось как повернуть обратно в степи потеряв значительную часть войска. Теперь неподалёку от этого места стоит памятник, а недавно на пожертвования была построена небольшая часовня в память о великой мужественности и храбрости русского народа.
На территории нынешнего Старогольского сельского поселения, вблизи границы с Тульской областью, располагалась усадьба Серебряный Колодезь, с 1898 по 1908 гг. принадлежавшая родителям писателя и поэта Андрея Белого, который в молодые годы почти каждое лето проводил в Серебряном Колодезе. Впечатления от среднерусской природы и крестьянского быта нашли отражение в его самых известных поэтических сборниках — «Золото в лазури» (1904 г.) и «Пепел» (1905—1909 гг.):
В последнее лето, проведенное в усадьбе (1908 г.), А. Белый писал: «Из деревни уезжаю, потому что одолели: свинцовое небо, безмерные пространства, странники, пересекающие даль полей и надо всем этим что-то доисторически древнее, тёмное: страшная русская деревня средней полосы» (http://www.bg-znanie.ru/print.php?nid=8658 (недоступная+ссылка)). 
Сейчас на месте усадьбы можно найти лишь руины и остатки заросшего сада.